# Elveszett lány (televíziós sorozat)
Az Elveszett lány (eredeti cím: Lost Girl) 2010 és 2015 között bemutatott kanadai televíziós sorozat. A műsor alkotója Michelle Lovretta, a történet pedig egy emberek közt nevelkedett succubusról szól, aki megtanulja kezelni erejét és feltárul előtte a származása is. A főbb szereplők közt megtalálható Anna Silk, Kris Holden-Ried, Ksenia Solo, K. C. Collins és Zoie Palmer.
A sorozatot Kanadában a Showcase adta le 2010. szeptember 12. és 2015. október 15. között. Magyarországon először az AXN mutatta be 2012. június 1-jén, majd a második évadtól AXN Sci-Fi és az azt váltó AXN Black vette át a sugárzást, végül a Sony Max adta le az utolsó évadot.

## Cselekmény
Bo egy adoptált családban nevelkedett lány, aki tizenévesen jön rá, hogy succubus, mikor szexuális aktus közben kiszívja a barátja életerejét. Mikor tudomására jut, elmenekül otthonról, majd megment egy emberlányt, Kenzit egy erőszaktevőtől. Ketten úgy döntenek, indítanak egy embereket és Faeket (mágikus lényeknek) is fogadó nyomozóirodát, amit a helyi Fae vezetők nem fogadnak repesve.

## Szereplők
| Szereplő | Színész          | Magyar hang    |
| -------- | ---------------- | -------------- |
| Bo       | Anna Silk        | Pikali Gerda   |
| Dyson    | Kris Holden-Ried | Stohl András   |
| Kenzi    | Ksenia Solo      | Tornyi Ildikó  |
| Trick    | Richard Howland  | Harsányi Gábor |
| Lauren   | Zoie Palmer      | Major Melinda  |
| Hale     | K.C. Collins     | Kovács Lehel   |
| Lachlan  | Vincent Walsh    |                |

## Epizódok
| Évad | Évad | Részek száma | Részek száma | Eredeti sugárzás     | Eredeti sugárzás   | Eredeti adó | Magyar sugárzás      | Magyar sugárzás   | Magyar adó |
| Évad | Évad | Részek száma | Részek száma | Évadbemutató         | Évadzáró           | Eredeti adó | Évadbemutató         | Évadzáró          | Magyar adó |
| ---- | ---- | ------------ | ------------ | -------------------- | ------------------ | ----------- | -------------------- | ----------------- | ---------- |
|      | 1.   | 13           | 13           | 2010. szeptember 12. | 2010. december 12. | Showcase    | 2012. június 1.      | n. a.             | AXN        |
|      | 2.   | 22           | 22           | 2011. szeptember 4.  | 2012. április 1.   | Showcase    | 2013. március 11.    | n. a.             | AXN Sci-Fi |
|      | 3.   | 13           | 13           | 2013. január 6.      | 2013. április 14.  | Showcase    | 2014. január 5.      | n. a.             | AXN Black  |
|      | 4.   | 13           | 13           | 2013. november 10.   | 2014. február 16.  | Showcase    | 2015. január 4.      | n. a.             | AXN Black  |
|      | 5.   | 16           | 16           | 2015. december 7.    | 2015. október 25.  | Showcase    | 2021. szeptember 23. | 2021. október 14. | Sony Max   |